# Quam Heights
Die Quam Heights sind ein hauptsächlich verschneiter Gebirgszug von über 1000 m Höhe im Norden des ostantarktischen Viktorialands. Mit einer Länge von 24 km und mit einer Breite von 6,5 km nimmt er die Pennell-Küste zwischen dem Barnett- und dem Dennistoun-Gletscher ein.
Der United States Geological Survey kartierte den Höhenzug anhand von Vermessungen und mithilfe von Luftaufnahmen der United States Navy zwischen 1960 und 1963. Das Advisory Committee on Antarctic Names benannte ihn 1970 nach dem US-amerikanischen Geologen Louis Otto Quam (1906–2001), leitender Wissenschaftler im Büro des Polarprogramms der National Science Foundation zwischen 1967 und 1972.